# Quinto Aulio Cerretano
Quinto Aulio Cerretano  fue un político y militar romano, dos veces cónsul en las guerras samnitas. La primera vez en el año 323 a. C. con Cayo Sulpicio Longo, cuando tuvo la conducción de la guerra en Apulia, y la segunda en 319 a. C. con Lucio Papirio Cursor, cuando conquistó a los ferentanos y recibió la rendición de la ciudad.
Fue magister equitum del dictador Quinto Fabio Máximo Ruliano en 315 a. C. y libró una batalla contra los samnitas sin consultar con el dictador, en cuyo transcurso fue muerto después de matar al general samnita.